# Ludlow (typografiskt system)
Ludlow eller Ludlowsättning är inom typografin en sättning där man plockar matriser (små gjutformar) för hand upp i en justerbar sätthake. Haken införs i gjutenheten som efter bara några sekunder levererar en sammanhängande textrad. Vid Ludlowsättning begagnas en Ludlowmaskin. Dessa kunde fås i storlekar som motsvarade ett radavstånd mellan 6 och 144 punkter.
Detta system för sättning av blytyper användes för framförallt för rubriker.
Ludlow-systemet skapades 1911 av Ludlow Typograph Co i Chicago och var bland annat vanligt på svenska tidningar och civiltryckerier. Ludlowsättningen var en förlöpare till Linotype.